# Дарія Тимоніна

## Освіта
Дарія Тимоніна народилася у Львові, навчалася у Львівській художній школі імені Олекси Новаківського.
Здобула освіту як дизайнер інтер'єру у Львівському державному коледжі декоративного та ужиткового мистецтва імені Івана Труша.

## Творчий шлях
Після завершення навчання Дарія працювала у сферах інтер'єрного та графічного дизайну, ілюстрації дитячих книжок, відеоігор, а також навчала дітей та дорослих живопису.
З 2014 року Дарія починає розвивати напрямок пісочної анімації, створює авторські шоу та відео, які поєднують розповідь, музику та живопис. Її роботи вирізняються емоційною глибиною, унікальним стилем та майстерністю візуального сторітелінгу.

Художниця працює з різними матеріалами, зокрема піском, кавою та снігом. Є авторкою власної техніки снігового живопису, яку використовує для ілюстрації власних казок під час виступів.

Дарія Тимоніна також брала участь у створенні музичних відеокліпів, використовуючи пісочну анімацію. Зокрема, художниця створила анімаційні фрагменти для кліпу співачки NAVKA на пісню «Заграй ми цигане старий» у рамках проєкту «Україна в піснях»,
Пісочну анімацію для музичного кліпу гурту The Bull Dozzer — «The Dust»,
та інші музичні кліпи зокрема для українських хорів в Канаді,
де вона також використала пісочну анімацію.
Наразі, окрім пісочної анімації та живопису, Дарія Тимоніна також займається фешн-дизайном, створюючи сценічні костюми та повсякденний одяг.

## Персональні виставки
2013 «Казка для усіх»— персональна виставка живопису та ілюстрацій у Сімферопольському художньому музеї,
2013 Виставка переїжджає до Тернопільського краєзнавчого музея,
2013 «Казка для усіх» експонується у Львівському музеї народної архітектури та побуту.
В 2023 Дарія Тим експонує виставку акварельних етюдів та репродукцій піщаних картин «My Fantasy is my Reality» в Кайзерслаутерні
Дарія Тимоніна є учасницею і інших групових та персональних виставок в Україні та за кордоном.

## Виступи та міжнародна діяльність
Дарія Тимоніна створила пісочні фільми та пісочні шоу для корпоративних, державних, благодійних та культурних заходів. Зокрема, художниця створила пісочну анімацію, присвячену етапам розвитку компанії «Івано-Франківськгаз».
Та пісочний фільм для літературознавчо-культурологічного проєкту «Кассандра інтермедіальна».
У 2016 році Львівська мисткиня виступила з пісочним шоу на Дипломатичному прийомі з нагоди Дня незалежності України в Белграді (Сербія).
Гості заходу мали можливість побачити унікальну мистецьку історію намальовану піском, яка бере початок із давніх часів братерства між українським і сербським народами.
У 2017 році Дарія Тим малювала пісочне шоу у столиці Канади Оттаві на святкуванні «Дня Незалежності України», організованому Посольством України в Канаді спільно з мерією міста. В рамках святкування Дня Незалежності України Дарія Тимоніна представила пісочне шоу разом з іншими українськими артистами, такими як ONUKA, Mad Heads XL та Василь Попадюк. Захід відвідали офіційні особи, зокрема прем'єр-міністр Канади Джастін Трюдо та міністри уряду.
У 2017 Художниця пісочного шоу виступала в національній Опері України на концерті організованому посольством Швейцарії до річниці встановлення дипломатичних стосунків між Швейцарією і Україною. Дарія Тим намалювала історію «Guillaume Tell» до увертюри Gioacchino Rossini під акомпанемент INSO-Lviv Orchestra під керівництвом Gunhard Mattes (Switzerland).
У 2018 році Дарія Тимоніна була запрошена до участі в урочистостях з нагоди відкриття Генерального консульства України в Едмонтоні, столиці канадської провінції Альберта. Під час офіційної церемонії за участю Міністра закордонних справ України Павла Клімкіна та представників української діаспори, художниця представила пісочне шоу, присвячене історії імміграції українців до Канади.
У 2018 Дарія Тим провела майстер-клас з пісочного живопису для Львівських глядачів місцевої телепрограми «Добрий ранок».
У 2019 році Дарія Тимоніна малювала пісочне шоу в Саскатуні (Канада) на фестивалі Vesna Festival яке заторкнуло серця глядачів відображаючи українські традиції святкування Пасхи та весни. We can't contain our excitement!! Sand Artist Dariya Tym (made possible by UCPBA — Saskatoon) has arrived in Saskatoon and is warming up for her show at… | By Vesna Festival | Facebook
У 2020 художниця під акомпанемент скрипальки Роксолани Закопець під керівництвом диригента Йосипа Созанського створила пісочний перфоманс до Дня закоханих у Чернівецькій обласній філармонії.
У 2024 мисткиня виступила на телевізійному шоу «Supertalent» в Загребі (Хорватія), де презентувала своє нове анімоване снігове живописне шоу.

## Спеціалізація
Є засновницею власної студії пісочної анімації, займається продакшном музичних кліпів в техніці пісочної анімації (пісочного живопису, пісочної графіки), створенням персоналізованих портретних відео, та пісочних живописних шоу для сцени.
Створює унікальні живописні шоу для творчих проєктів.

## Стиль і техніка
Дарія працює з різними матеріалами, зокрема натуральним і кольоровим піском, снігом та кавою. Вона розробила авторську техніку «снігового шоу», у якій ілюструє власні казки малюнками на склі, створеними у присутності глядачів. Її творчість охоплює традиційний живопис, анімацію, скульптуру, сучасні технології та сценічне мистецтво, мисткиня працює у кожному з цих напрямів або комбінує їх у різних проєктах.

## Соціальні та культурні ініціативи
Художниця активно бере участь у благодійних та соціальних проєктах,
зокрема створювала пісочні відео, присвячені Чорнобильській трагедії, підтримці України за кордоном, культурному обміну та збереженню національної ідентичності.